# Steen Krarup Jensen
Steen Krarup Jensen (født 12. april 1950 på Nørrebro i København) er en dansk billedhugger, poet, multikunstner og samfundsrevser. Han blev uddannet som billedhugger på Det Kongelige Danske Kunstakademi i årene 1971–1978. I 1977 fik han af  Viggo Jarls Legat stillet et nybygget  billedhuggeratelier til rådighed.
Som billedhugger har han blandt andet arbejdet i marmor og granit, samt eksperimenteret med en lang række andre materialer, for eksempel i  mobiler og  assemblager.
Sammen med Flemming Vincent og Per Johan Svendsen startede han Kunst- og kulturgruppen Syntese, som med opsigtsvækkende udstillinger og samfundskritiske aktioner, var centrale og fornyende på den danske kunstscene fra begyndelsen af 1980'erne til midt i 1990'erne.
Jensen var desuden med til at starte Danske Billedkunstneres Fagforening. I den forbindelse blev han landskendt, da han i 1981 sprængte en granitskulptur med dynamit i protest mod danske kunstneres vilkår.
I 1995 præsenterede han sin opfindelse  asfaltofonen sammen med Jakob Freud-Magnus. En prototype blev testet i Gylling. Når biler passerer asfaltofonens "rumlestribepunkter", afspilles en melodi, Der lyder bedst ved passende lav hastighed. På nettet bliver asfaltofonen bedømt som "The world's first known musical road".
I 1997 vandt han sammen med arkitekt Jens Hougaard Nielsen Friluftsrådets prisopgave om indretning af  naturlegepladser, og han påvirkede i årene derefter udviklingen af dansk legepladsdesign.
Som skribent har han blandt andet skrevet en lang række revytekster, sangtekster og aviskronikker.
Jensen og Freud-Magnus' værk Et lille land og lige midt i verden, blev i 2007 kåret af Spil Dansk Dagen som årets danske sang.
I 2024 besluttede kommunalbestyrelsen at sætte hans springvand Skovbakketrolden i Odder, opsat 1987, på lager, fremfor for at benytte et estimeret beløb på 1,5 til 2 millioner på restaurering.
Steen Krarup Jensen er far til jazzmusikeren Simon K. Jensen og forfatteren Anna Krarup Jensen.[kilde mangler]